# Kategoria Superiore 2023-2024
La Kategoria Superiore 2023-2024 è stata l'85ª edizione della massima serie del campionato albanese di calcio (includendo i tre campionati non ufficiali giocati durante la seconda guerra mondiale), la 24ª con il nome di Kategoria Superiore, iniziata il 26 agosto 2023 e terminata il 26 maggio 2024.
Il Partizani Tirana è la squadra campione in carica, avendo vinto il titolo per la 17ª volta nella sua storia. Il titolo è stato vinto dall'Egnatia per la prima volta nella sua storia.

## Stagione

### Novità
Dalla Kategoria e Parë sono stati promossi Dinamo Tirana e Skënderbeu, che tornano entrambi in massima serie dopo un anno di assenza. Prendono il posto del Bylis Ballsh e del Kastrioti, che sono retrocessi dalla stagione precedente.

### Formula
Le 10 squadre partecipanti giocano un girone con partite di andata, ritorno, andata e ritorno, per un totale di 36 giornate. Al termine di queste, le prime quattro si qualificano per la fase finale, che con gare ad eliminazione diretta decreta la squadra campione di Albania e qualificata per la UEFA Champions League 2024-2025, mentre seconda e terza classificata ottengono la qualificazione per la UEFA Conference League 2024-2025.
Le ultime due classificate sono retrocesse direttamente in Kategoria e Parë, mentre la terzultima gioca uno spareggio promozione-retrocessione contro una squadra di Kategoria e Parë.

## Squadre partecipanti
| Club             | Città      | Stadio                 | Stagione precedente       |
| ---------------- | ---------- | ---------------------- | ------------------------- |
| Dinamo Tirana    | Tirana     | Elbasan Arena          | 2° in Kategoria e Parë    |
| Egnatia          | Rrogozhinë | Egnatia Arena          | 3° in Kategoria Superiore |
| Erzeni           | Shijak     | Demrozi Stadium        | 8° in Kategoria Superiore |
| Kukësi           | Kukës      | Kukës Arena            | 7° in Kategoria Superiore |
| Laçi             | Laç        | Stadio Laçi            | 5° in Kategoria Superiore |
| Partizani Tirana | Tirana     | Arena Kombëtare        | Campione di Albania       |
| Skënderbeu       | Coriza     | Stadio Skënderbeu      | 1° in Kategoria e Parë    |
| Teuta            | Durazzo    | Stadio Niko Dovana     | 6° in Kategoria Superiore |
| Tirana           | Tirana     | Stadio Selman Stërmasi | 2° in Kategoria Superiore |
| Vllaznia         | Scutari    | Stadio Loro-Boriçi     | 4° in Kategoria Superiore |

## Allenatori e primatisti
| Squadra          | Allenatore                     | Calciatore più presente                     | Cannoniere             |
| ---------------- | ------------------------------ | ------------------------------------------- | ---------------------- |
| Dinamo Tirana    | Luigi Di Biagio Dritan Mehmeti | Lorran (36) Denisson (36)                   | Luis Kacorri (9)       |
| Egnatia          | Edlir Tetova                   | Fernando Medeiros (35) Arbin Zejnullai (35) | Arbin Zejnullai (6)    |
| Erzeni           | Alfred Deliallisi              | Bekim Maliqi (36)                           | Amir Kahrimanović (6)  |
| Kukësi           | Rrahman Hallaçi Stavri Nica    | 4 giocatori (32)                            | Mustapha Gbolahan (5)  |
| Laçi             | Skerdi Bejzade Mirel Josa      | Mario Dajsinani (36) Ronald Sobowale (36)   | Ronald Sobowale (9)    |
| Partizani Tirana | Zoran Zekić Arbër Abilaliaj    | Valentino Murataj (33)                      | Archange Bintsouka (9) |
| Skënderbeu       | Ivan Gvozdenović               | Marco Alia (35) Elvis Prençi (35)           | Emir Rashica (7)       |
| Teuta            | Diego Longo Edi Martini        | Arsid Kruja (36)                            | Klejdi Daci (9)        |
| Tirana           | Orges Shehi Julian Ahmataj     | Kristal Abazaj (36)                         | Kristal Abazaj (11)    |
| Vllaznia         | Migen Memelli                  | Bekim Balaj (34)                            | Bekim Balaj (17)       |

## Stagione regolare
|  | Pos. | Squadra          | Pt | G  | V  | N  | P  | GF | GS | DR  |
|  | ---- | ---------------- | -- | -- | -- | -- | -- | -- | -- | --- |
|  | 1.   | Egnatia          | 63 | 36 | 18 | 9  | 9  | 51 | 38 | +13 |
|  | 2.   | Partizani Tirana | 63 | 36 | 17 | 12 | 7  | 51 | 29 | +22 |
|  | 3.   | Vllaznia         | 59 | 36 | 16 | 11 | 9  | 41 | 34 | +7  |
|  | 4.   | Skënderbeu       | 51 | 36 | 15 | 6  | 15 | 37 | 39 | -2  |
|  | 5.   | Tirana           | 50 | 36 | 13 | 11 | 12 | 56 | 49 | +7  |
|  | 6.   | Teuta            | 50 | 36 | 13 | 11 | 12 | 36 | 35 | +1  |
|  | 7.   | Dinamo Tirana    | 47 | 36 | 13 | 8  | 15 | 42 | 43 | -1  |
|  | 8.   | Laçi             | 46 | 36 | 10 | 16 | 10 | 37 | 31 | +6  |
|  | 9.   | Erzeni           | 32 | 36 | 7  | 11 | 18 | 29 | 57 | -28 |
|  | 10.  | Kukësi           | 27 | 36 | 6  | 9  | 21 | 31 | 56 | -25 |

Legenda:
      Ammesse al Gruppo scudetto
  Partecipa ai play-out.
      Retrocesse in Kategoria e Parë 2024-2025
Tre punti per la vittoria, uno per il pareggio, zero per la sconfitta.

## Fase finale

### Final 4

#### Tabellone
|  | Semifinali       | Semifinali       | Semifinali |         |                  | Finale             | Finale             | Finale             |  |
|  |                  |                  |            |         |                  |                    |                    |                    |  |
|  | Partizani Tirana | Partizani Tirana | 1          |         |                  |                    |                    |                    |  |
|  | Partizani Tirana | Partizani Tirana | 1          |         |                  |                    |                    |                    |  |
|  | Skënderbeu       | Skënderbeu       | 0          |         |                  |                    |                    |                    |  |
|  | Skënderbeu       | Skënderbeu       | 0          |         | Partizani Tirana | Partizani Tirana   | 0                  |                    |  |
|  |                  |                  |            |         | Partizani Tirana | Partizani Tirana   | 0                  |                    |  |
|  |                  |                  | Egnatia    | Egnatia | 1                |                    |                    |                    |  |
|  | Egnatia          | Egnatia          | Egnatia    | Egnatia | 1                | 0                  |                    |                    |  |
|  | Egnatia          | Egnatia          |            |         |                  | 0                  |                    |                    |  |
|  | Vllaznia         | Vllaznia         | 0          |         |                  | Finale terzo posto | Finale terzo posto | Finale terzo posto |  |
|  | Vllaznia         | Vllaznia         | 0          |         |                  |                    |                    |                    |  |
|  |                  |                  |            |         |                  |                    |                    |                    |  |
|  |                  |                  |            |         |                  | Skënderbeu         | Skënderbeu         | 3                  |  |
|  |                  |                  |            |         |                  | Skënderbeu         | Skënderbeu         | 3                  |  |
|  |                  |                  |            |         |                  | Vllaznia           | Vllaznia           | 2                  |  |

#### Semifinali
| 17 maggio 2024   |       |            |
| Partizani Tirana | 1 – 0 | Skënderbeu |
| 19 maggio 2024   |       |            |
| Egnatia          | 0 – 0 | Vllaznia   |

#### Spareggi promozione/retrocessione
| 19 maggio 2024 |             |                   |
| Laçi           | 3 – 1 (dts) | Flamurtari Valona |

#### Finale
| 26 maggio 2024   |       |         |
| Partizani Tirana | 0 – 1 | Egnatia |